# Tetlaxco
Tetlaxco är en ort i Mexiko.   Den ligger i kommunen Coscomatepec och delstaten Veracruz, i den sydöstra delen av landet, 220 km öster om huvudstaden Mexico City. Tetlaxco ligger 1 656 meter över havet och antalet invånare är 1 543.
Terrängen runt Tetlaxco är lite bergig, och sluttar österut. Runt Tetlaxco är det ganska tätbefolkat, med 155 invånare per kvadratkilometer. Närmaste större samhälle är Heroica Coscomatepec de Bravo, 4,0 km norr om Tetlaxco. I omgivningarna runt Tetlaxco växer huvudsakligen savannskog.